# 第36回衆議院議員総選挙
第36回衆議院議員総選挙（だい36かいしゅうぎいんぎいんそうせんきょ）は、1980年（昭和55年）6月22日に日本で行われた国会（衆議院）議員の総選挙である。
自民党が過半数を占める中で提出された内閣不信任案が事前の予測に反して可決され、解散に至ったことから、この解散は、「ハプニング解散」という俗称で知られている。

## 概要
与党内の対立によって内閣不信任決議案が可決するという不測の事態で突如行われた解散総選挙であり（ハプニング解散）、前回の第35回衆議院議員総選挙からわずか8か月後に実施された（第25回総選挙からバカヤロー解散までの約6か月に次いで短い記録である）。結果として第12回参議院議員通常選挙と同日に実施されたが、これは史上初の衆参同日選挙であった。
この選挙期間中の6月12日に現職内閣総理大臣の大平正芳が急死するという事態が起こった。日本国憲法第70条では、衆議院議員総選挙後に初めて国会の召集があった時に内閣は総辞職するものと定めている。これは衆議院議員総選挙によって新たに衆議院が構成されることになることから、たとえ同一の者が内閣総理大臣に指名されるとしても内閣は新たにその信任の基礎を得るべきという趣旨からである。一方で、70条では「内閣総理大臣が欠けたとき」には内閣はその中核的存在を欠くことになるため当然に総辞職しなければならないともしている。そこで、衆議院解散から国会召集時までに「内閣総理大臣が欠けたとき」となった場合（総辞職すべき事由が重なる場合）については、以下の憲法解釈が対立する。
- ただちに総辞職すべきと解する学説
- 「内閣総理大臣が欠けたとき」ではあるが、このような場合には国会召集時までは総辞職すべきでないと解する学説

この大平の急逝時においては、同日中に第2次大平内閣は総辞職した（職務執行内閣に移行し、国会召集時の総辞職を行わなかった）。これは内閣総理大臣が欠けた時点で、内閣はすでに形式上総辞職しており、国会召集時に重ねて総辞職することは不可能との解釈をとったもので、上に示されたうち、前者の学説に沿ったものである。
現職総理総裁の大平が死去したまま衆院選の投票日に突入したが、自民党としては誰が次期総理候補なのかは明白ではないまま選挙戦となった。大平が担っていた総理総裁権限については首相権限は伊東正義官房長官が総理臨時代理として、総裁権限は西村英一自民党副総裁が総裁代行としてそれぞれ職務を担当したが、選挙戦の結果西村は落選。伊東は当選するも後継総理を辞退、党内調整を経て自民党総務会長だった鈴木善幸が後継総理総裁となった（西村裁定）。
現職総理のみならず同日の参院選でも当選候補の過労死が発生している。

## 選挙データ

### 内閣
- 選挙時：第2次大平内閣（第69代）
  - 内閣総理大臣：大平正芳（第9代自由民主党総裁）
  - 与党：自由民主党
- 選挙後：鈴木善幸内閣（第70代）
  - 内閣総理大臣：鈴木善幸（第10代自由民主党総裁）
  - 与党：自由民主党

### 解散日
- 1980年（昭和55年）5月19日

### 解散名
- ハプニング解散

### 公示日
- 1980年（昭和55年）6月2日

### 投票日
- 1980年（昭和55年）6月22日

### 改選数
- 511議席

### 選挙制度
- 中選挙区制
  - 3人区：47
  - 4人区：41
  - 5人区：41
- 小選挙区制
  - 1人区：01

投票方法
秘密投票、単記投票、1票制
選挙権
満20歳以上の日本国民
被選挙権
満25歳以上の日本国民
有権者数
80,925,034（男性：39,171,128　女性：41,753,906）

### 同日実施の選挙等
国民投票
- 最高裁判所裁判官国民審査

## 選挙活動

### 党派別立候補者数
| 党派                   | 党派         | 計  | 内訳 | 内訳 | 内訳 | 男性 | 女性 | 公示前 |
| 党派                   | 党派         | 計  | 前   | 元   | 新   | 男性 | 女性 | 公示前 |
| ---------------------- | ------------ | --- | ---- | ---- | ---- | ---- | ---- | ------ |
|                        | 自由民主党   | 310 | 253  | 29   | 28   | 309  | 1    | 258    |
|                        | 日本社会党   | 149 | 106  | 22   | 21   | 146  | 3    | 107    |
|                        | 公明党       | 64  | 57   | 3    | 4    | 64   | 0    | 58     |
|                        | 日本共産党   | 129 | 39   | 3    | 87   | 110  | 19   | 41     |
|                        | 民社党       | 50  | 35   | 2    | 13   | 50   | 0    | 36     |
|                        | 新自由クラブ | 25  | 4    | 6    | 15   | 24   | 1    | 4      |
|                        | 社会民主連合 | 5   | 2    | 0    | 3    | 5    | 0    | 2      |
|                        | 諸派         | 42  | 0    | 1    | 41   | 40   | 2    | 0      |
|                        | 無所属       | 61  | 9    | 5    | 47   | 59   | 2    | 4      |
| 合計                   | 合計         | 835 | 505  | 71   | 259  | 807  | 28   | 510    |
| 出典：『朝日選挙大観』 |              |     |      |      |      |      |      |        |

## 選挙結果
自民党執行部は不信任案に反対した田中・大平両主流派や旧中間派の議員と反主流派のうち本会議に出席して不信任案に反対した中曽根派議員を第1次公認とし、欠席した反主流派の議員は第2次公認という形を取った。当初は分裂選挙の様相を呈していたが、選挙中であった6月12日に大平正芳首相が急死するという緊急事態が起こり、それを受けて自民党主流・反主流両派は一転して融和・団結し、総裁代行となった田中派の西村英一副総裁と内閣総理大臣臨時代理に就任した大平派の伊東正義内閣官房長官が二人三脚で選挙運動を遂行するなか、全党一丸となって弔い選挙の様相を見せて選挙戦を進めた。
22日の投票で自民党は安定多数を超える284議席を獲得し大勝したが、一方で副総裁の西村英一と元法務大臣の稲葉修が落選。また同時に実施された参院選でも自民党は追加公認を含めて過半数を10議席以上上回る69議席を獲得し勝利した。不信任案を提出した野党、社会党は現状維持の107議席だったが、委員長の飛鳥田一雄は辛勝、書記長の多賀谷真稔と後に総理大臣となる村山富市が落選した。公明党と共産党は大敗を喫し、民社党は微減、新自由クラブは議席を2ケタに回復した。これで6年間続いた衆参両院における与野党伯仲状態は完全に解消した。大平の死と引き換えに得た大勝利であった。
また、個別の選挙区の結果としては上記のとおり、自民党大勝の中心として後継総裁候補とも見られていた西村英一が大分2区で落選し、総務会長だった鈴木善幸が新たな総理総裁となった。また、東京6区では自民党唯一の公認女性候補だった山口シヅエが議席を失い、自民党、すなわち与党所属の女性衆議院議員（代議士）が不在となった。「自民党」と「与党」の双方における女性代議士の不在は、この13年後、1993年に行われた第40回衆議院議員総選挙まで続いた。

### 党派別獲得議席
|                                                         |                          |                          |           |           |            |        |        |  |  |  |  |
| 党派                                                    | 党派                     | 党派                     | 獲得 議席 | 増減      | 得票数     | 得票率 | 公示前 |  |  |  |  |
| 与党                                                    | 与党                     | 与党                     | 284       | 026       | 28,262,442 | 47.88% | 258    |  |  |  |  |
|                                                         |                          | 自由民主党               | 284       | 026       | 28,262,442 | 47.88% | 258    |  |  |  |  |
| 野党・無所属                                            | 野党・無所属             | 野党・無所属             | 227       | 025       | 30,766,395 | 52.12% | 252    |  |  |  |  |
|                                                         |                          | 日本社会党               | 107       | 増減なし  | 11,400,748 | 19.31% | 107    |  |  |  |  |
|                                                         | 公明党                   | 33                       | 025       | 5,329,942 | 9.03%      | 58     |        |  |  |  |  |
|                                                         | 民社党                   | 32                       | 004       | 3,896,728 | 6.60%      | 36     |        |  |  |  |  |
|                                                         | 日本共産党               | 29                       | 012       | 5,803,613 | 9.83%      | 41     |        |  |  |  |  |
|                                                         | 新自由クラブ             | 12                       | 008       | 1,766,396 | 2.99%      | 4      |        |  |  |  |  |
|                                                         | 社会民主連合             | 3                        | 001       | 402,832   | 0.68%      | 2      |        |  |  |  |  |
|                                                         | 諸派                     | 0                        | 増減なし  | 109,168   | 0.18%      | 0      |        |  |  |  |  |
|                                                         | 無所属                   | 11                       | 007       | 2,056,967 | 3.48%      | 4      |        |  |  |  |  |
|                                                         | 欠員                     | 欠員                     | 0         | 001       | -          | -      | 1      |  |  |  |  |
| 総計                                                    | 総計                     | 総計                     | 511       | 増減なし  | 59,028,837 | 100.0% | 511    |  |  |  |  |
| 有効投票数（有効率）                                    | 有効投票数（有効率）     | 有効投票数（有効率）     | -         | -         | 59,028,837 | 97.82% | -      |  |  |  |  |
| 無効票・白票数（無効率）                                | 無効票・白票数（無効率） | 無効票・白票数（無効率） | -         | -         | 1,313,492  | 2.18%  | -      |  |  |  |  |
| 投票者数（投票率）                                      | 投票者数（投票率）       | 投票者数（投票率）       | -         | -         | 60,342,329 | 74.57% | -      |  |  |  |  |
| 棄権者数（棄権率）                                      | 棄権者数（棄権率）       | 棄権者数（棄権率）       | -         | -         | 20,582,705 | 25.43% | -      |  |  |  |  |
| 有権者数                                                | 有権者数                 | 有権者数                 | -         | -         | 80,925,034 | 100.0% | -      |  |  |  |  |
| 出典：総務省統計局 戦後主要政党の変遷と国会内勢力の推移 |                          |                          |           |           |            |        |        |  |  |  |  |

投票率：74.57%（前回比： 6.56%）
【男性：73.72%（前回比： 6.30%）　女性：75.36%（前回比： 6.80%）】

### 党派別当選者内訳
| 党派                   | 計  | 内訳 | 内訳 | 内訳 | 男性 | 女性 |
| 党派                   | 計  | 前   | 元   | 新   | 男性 | 女性 |
| ---------------------- | --- | ---- | ---- | ---- | ---- | ---- |
| 自由民主党             | 284 | 242  | 24   | 18   | 284  | 0    |
| 日本社会党             | 107 | 87   | 13   | 7    | 105  | 2    |
| 公明党                 | 33  | 32   | 1    | 0    | 33   | 0    |
| 民社党                 | 32  | 32   | 0    | 0    | 32   | 0    |
| 日本共産党             | 29  | 27   | 0    | 2    | 22   | 7    |
| 新自由クラブ           | 12  | 4    | 4    | 4    | 12   | 0    |
| 社会民主連合           | 3   | 2    | 0    | 1    | 3    | 0    |
| 無所属                 | 11  | 6    | 2    | 3    | 11   | 0    |
| 合計                   | 511 | 432  | 44   | 35   | 502  | 9    |
| 出典：『朝日選挙大観』 |     |      |      |      |      |      |

- 無所属当選者の内訳は保守系（9）、中道系（2）である。

## 政党
| 自由民主党：284議席 総裁：（大平正芳） 副総裁 ：西村英一 幹事長 ：桜内義雄 総務会長 ：鈴木善幸 政務調査会長 ：安倍晋太郎 国会対策委員長：金丸信 参議院議員会長：徳永正利                               | 0 派閥別所属議員数 宏池会（大平正芳派） ：54 七日会（田中角栄派） ：53 清和会（福田赳夫派） ：45 政策科学研究所（中曽根康弘派）：43 政策懇談会（三木武夫派） ：31 自由革新同友会（中川一郎派） ：13 無派閥 ：47 | |
| 日本社会党：107議席 委員長：飛鳥田一雄 副委員長 ：阿具根登 北山愛郎 下平正一 書記長 ：多賀谷真稔 政策審議会長 ：武藤山治 国会対策委員長：田邊誠 参議院議員会長：阿具根登                               | 公明党：33議席 委員長：竹入義勝 副委員長 ：浅井美幸 多田省吾 二宮文造 書記長 ：矢野絢也 政策審議会長 ：正木良明 国会対策委員長：大久保直彦 参議院議員団長：鈴木一弘                                             | 民社党：32議席 委員長：佐々木良作 副委員長 ：小平忠 中村正雄 向井長年 書記長 ：塚本三郎 政策審議会長 ：大内啓伍 国会対策委員長：永末英一 参議院議員会長：向井長年（兼） 常任顧問 ：春日一幸 西尾末広 |
| 日本共産党：29議席 議長：野坂参三 委員長：宮本顕治 副委員長 ：市川正一 岡正芳 瀬長亀次郎 西沢富夫 書記局長 ：不破哲三 政策委員会責任者：上田耕一郎 国会対策委員長 ：松本善明 参議院議員団長 ：岩間正男 | 新自由クラブ：12議席 代表：河野洋平 幹事長 ：田川誠一 政策委員会責任者：小林正巳 国会対策委員長 ：山口敏夫 | 社会民主連合：3議席 代表：田英夫 副代表 ：江田五月 大柴滋夫 書記長 ：楢崎弥之助 政策委員会責任者：安東仁兵衛 国会対策委員長 ：阿部昭吾                                                               |

## 議員

### 当選者
自由民主党   社会党   公明党   民社党   共産党   新自由クラブ   社民連   無所属 
| 北海道   | 1区  | 地崎宇三郎   | 箕輪登     | 小林恒人   | 横路孝弘   | 斎藤実       | 2区  | 川田正則     | 五十嵐広三   | 上草義輝   | 安井吉典   |            |
| 北海道   | 3区  | 阿部文男     | 塚田庄平   | 佐藤孝行   |            |              | 4区  | 池端清一     | 三枝三郎     | 高橋辰夫   | 渡辺省一   | 岡田春夫   |
| 北海道   | 5区  | 中川一郎     | 安田貴六   | 岡田利春   | 北村義和   | 島田琢郎     |      |              |              |            |            |            |
| 青森県   | 1区  | 竹中修一     | 田名部匡省 | 関晴正     | 津島雄二   |              | 2区  | 竹内黎一     | 田沢吉郎     | 木村守男   |            |            |
| 岩手県   | 1区  | 鈴木善幸     | 玉沢徳一郎 | 小野信一   | 工藤巌     |              | 2区  | 小沢一郎     | 椎名素夫     | 北山愛郎   | 志賀節     |            |
| 宮城県   | 1区  | 愛知和男     | 戸田菊雄   | 伊藤宗一郎 | 三塚博     | 武田一夫     | 2区  | 日野市朗     | 長谷川峻     | 内海英男   | 菊池福治郎 |            |
| 秋田県   | 1区  | 佐々木義武   | 佐藤敬治   | 石田博英   | 川口大助   |              | 2区  | 根本竜太郎   | 村岡兼造     | 笹山登生   | 川俣健二郎 |            |
| 山形県   | 1区  | 鹿野道彦     | 木村武雄   | 渡辺三郎   | 近藤鉄雄   |              | 2区  | 加藤紘一     | 近岡理一郎   | 阿部昭吾   | 佐藤誼     |            |
| 福島県   | 1区  | 亀岡高夫     | 石原健太郎 | 粟山明     | 天野光晴   |              | 2区  | 伊東正義     | 渡部恒三     | 八田貞義   | 渋谷直蔵   | 渡部行雄   |
| 福島県   | 3区  | 斎藤邦吉     | 上坂昇     | 菅波茂     |            |              |      |              |              |            |            |            |
| 茨城県   | 1区  | 中山利生     | 葉梨信行   | 久保三郎   | 狩野明男   |              | 2区  | 梶山静六     | 塚原俊平     | 城地豊司   |            |            |
| 茨城県   | 3区  | 中村喜四郎   | 丹羽雄哉   | 赤城宗徳   | 登坂重次郎 | 竹内猛       |      |              |              |            |            |            |
| 栃木県   | 1区  | 渡辺美智雄   | 船田元     | 森山欽司   | 広瀬秀吉   | 稲葉誠一     | 2区  | 稲村利幸     | 武藤山治     | 藤尾正行   | 植竹繁雄   | 神田厚     |
| 群馬県   | 1区  | 熊川次男     | 久保田円次 | 田邊誠     |            |              | 2区  | 長谷川四郎   | 中島源太郎   | 小川省吾   |            |            |
| 群馬県   | 3区  | 福田赳夫     | 中曽根康弘 | 山口鶴男   | 小渕恵三   |              |      |              |              |            |            |            |
| 埼玉県   | 1区  | 松永光       | 浜田卓二郎 | 渡辺貢     |            |              | 2区  | 山口敏夫     | 小宮山重四郎 | 松本幸男   |            |            |
| 埼玉県   | 3区  | 荒舩清十郎   | 鴨田利太郎 | 高田富之   |            |              | 4区  | 三ッ林弥太郎 | 青木正久     | 野中英二   |            |            |
| 埼玉県   | 5区  | 福永健司     | 和田一仁   | 沢田広     |            |              |      |              |              |            |            |            |
| 千葉県   | 1区  | 泰道三八     | 始関伊平   | 臼井日出男 | 鳥居一雄   |              | 2区  | 水野清       | 山村新治郎   | 小川国彦   | 林大幹     |            |
| 千葉県   | 3区  | 石橋一弥     | 中村正三郎 | 池田淳     | 森美秀     | 吉浦忠治     | 4区  | 友納武人     | 染谷誠       | 新村勝雄   |            |            |
| 神奈川県 | 1区  | 小此木彦三郎 | 三浦隆     | 伊藤茂     | 伏木和雄   |              | 2区  | 田川誠一     | 小泉純一郎   | 岩垂寿喜男 | 市川雄一   | 中路雅弘   |
| 神奈川県 | 3区  | 戸沢政方     | 加藤万吉   | 甘利正     |            |              | 4区  | 大出俊       | 佐藤一郎     | 高橋高望   | 草野威     |            |
| 神奈川県 | 5区  | 亀井善之     | 河野洋平   | 平林剛     |            |              |      |              |              |            |            |            |
| 山梨県   | 全県 | 金丸信       | 田辺国男   | 鈴木強     | 堀内光雄   | 中尾栄一     |      |              |              |            |            |            |
| 東京都   | 1区  | 与謝野馨     | 大塚雄司   | 飛鳥田一雄 |            |              | 2区  | 石原慎太郎   | 上田哲       | 大内啓伍   | 鈴切康雄   | 榊利夫     |
| 東京都   | 3区  | 小坂徳三郎   | 越智通雄   | 小杉隆     | 山本政弘   |              | 4区  | 粕谷茂       | 松本善明     | 和田耕作   | 金子みつ   | 大久保直彦 |
| 東京都   | 5区  | 中村靖       | 長田武士   | 高沢寅男   |            |              | 6区  | 天野公義     | 柿沢弘治     | 有島重武   | 不破哲三   |            |
| 東京都   | 7区  | 菅直人       | 小沢潔     | 大野潔     | 長谷川正三 |              | 8区  | 深谷隆司     | 鳩山邦夫     | 金子満広   |            |            |
| 東京都   | 9区  | 浜野剛       | 中島武敏   | 依田実     |            |              | 10区 | 島村宜伸     | 竹入義勝     | 鯨岡兵輔   | 小林政子   | 田島衛     |
| 東京都   | 11区 | 石川要三     | 伊藤公介   | 山花貞夫   | 岩佐恵美   |              |      |              |              |            |            |            |
| 新潟県   | 1区  | 小沢辰男     | 近藤元次   | 米田東吾   |            |              | 2区  | 佐藤隆       | 松沢俊昭     | 渡辺紘三   | 阿部助哉   |            |
| 新潟県   | 3区  | 田中角栄     | 桜井新     | 渡辺秀央   | 村山達雄   | 小林進       | 4区  | 白川勝彦     | 高鳥修       | 木島喜兵衛 |            |            |
| 富山県   | 1区  | 住栄作       | 玉生孝久   | 野上徹     |            |              | 2区  | 綿貫民輔     | 片岡清一     | 木間章     |            |            |
| 石川県   | 1区  | 森喜朗       | 奥田敬和   | 嶋崎譲     |            |              | 2区  | 瓦力         | 稲村佐近四郎 | 坂本三十次 |            |            |
| 福井県   | 全県 | 牧野隆守     | 平泉渉     | 福田一     | 横手文雄   |              |      |              |              |            |            |            |
| 長野県   | 1区  | 小坂善太郎   | 清水勇     | 倉石忠雄   |            |              | 2区  | 羽田孜       | 中村茂       | 井出一太郎 |            |            |
| 長野県   | 3区  | 小川平二     | 串原義直   | 宮下創平   | 林百郎     |              | 4区  | 唐沢俊二郎   | 小沢貞孝     | 下平正一   |            |            |
| 岐阜県   | 1区  | 武藤嘉文     | 松野幸泰   | 大野明     | 簑輪幸代   | 山本幸一     | 2区  | 渡辺栄一     | 金子一平     | 古屋亨     | 楯兼次郎   |            |
| 静岡県   | 1区  | 大石千八     | 原田昇左右 | 佐野嘉吉   | 薮仲義彦   | 栗田翠       | 2区  | 勝間田清一   | 斉藤滋与史   | 栗原祐幸   | 木部佳昭   | 渡辺朗     |
| 静岡県   | 3区  | 塩谷一夫     | 足立篤郎   | 柳沢伯夫   | 竹本孫一   |              |      |              |              |            |            |            |
| 愛知県   | 1区  | 春日一幸     | 今枝敬雄   | 横山利秋   | 柴田弘     |              | 2区  | 丹羽兵助     | 久野忠治     | 青山丘     | 草川昭三   |            |
| 愛知県   | 3区  | 海部俊樹     | 江崎真澄   | 佐藤観樹   |            |              | 4区  | 渡辺武三     | 浦野烋興     | 中野四郎   | 稲垣実男   |            |
| 愛知県   | 5区  | 村田敬次郎   | 上村千一郎 | 近藤豊     |            |              | 6区  | 塚本三郎     | 水平豊彦     | 石田幸四郎 | 安藤巌     |            |
| 三重県   | 1区  | 山本幸雄     | 木村俊夫   | 川崎二郎   | 田口一男   | 中井洽       | 2区  | 田村元       | 藤波孝生     | 野呂恭一   | 角屋堅次郎 |            |
| 滋賀県   | 全県 | 山下元利     | 宇野宗佑   | 野口幸一   | 西田八郎   | 瀬崎博義     |      |              |              |            |            |            |
| 京都府   | 1区  | 奥田幹生     | 田中伊三次 | 永末英一   | 藤原ひろ子 | 竹内勝彦     | 2区  | 前尾繁三郎   | 谷垣専一     | 玉置一弥   | 寺前巌     | 西中清     |
| 大阪府   | 1区  | 湯川宏       | 正森成二   | 沖本泰幸   |            |              | 2区  | 中山正暉     | 浅井美幸     | 東中光雄   | 井岡大治   | 中村正雄   |
| 大阪府   | 3区  | 原田憲       | 井上一成   | 中野寛成   | 村上弘     |              | 4区  | 塩川正十郎   | 矢野絢也     | 三谷秀治   | 上田卓三   |            |
| 大阪府   | 5区  | 木野晴夫     | 西村章三   | 藤田スミ   | 正木良明   |              | 6区  | 左藤恵       | 中馬弘毅     | 北側義一   |            |            |
| 大阪府   | 7区  | 北川石松     | 四ツ谷光子 | 春田重昭   |            |              |      |              |              |            |            |            |
| 兵庫県   | 1区  | 砂田重民     | 石井一     | 河上民雄   | 渡部一郎   | 浦井洋       | 2区  | 永田亮一     | 原健三郎     | 土井たか子 | 岡本富夫   | 堀昌雄     |
| 兵庫県   | 3区  | 渡海元三郎   | 塩田晋     | 永井孝信   |            |              | 4区  | 河本敏夫     | 戸井田三郎   | 松本十郎   | 後藤茂     |            |
| 兵庫県   | 5区  | 佐々木良作   | 谷洋一     | 伊賀定盛   |            |              |      |              |              |            |            |            |
| 奈良県   | 全県 | 奥野誠亮     | 前田正男   | 辻第一     | 川本敏美   | 吉田之久     |      |              |              |            |            |            |
| 和歌山県 | 1区  | 中西啓介     | 野間友一   | 坂井弘一   |            |              | 2区  | 正示啓次郎   | 早川崇       | 大島弘     |            |            |
| 鳥取県   | 全県 | 相沢英之     | 野坂浩賢   | 武部文     | 古井喜実   |              |      |              |              |            |            |            |
| 島根県   | 全県 | 竹下登       | 細田吉蔵   | 桜内義雄   | 栂野泰二   | 吉原米治     |      |              |              |            |            |            |
| 岡山県   | 1区  | 平沼赳夫     | 逢沢英雄   | 矢山有作   | 大村襄治   | 山田太郎     | 2区  | 橋本龍太郎   | 藤井勝志     | 水田稔     | 加藤六月   | 林保夫     |
| 広島県   | 1区  | 灘尾弘吉     | 岸田文武   | 大原亨     |            |              | 2区  | 中川秀直     | 池田行彦     | 谷川和穂   | 森井忠良   |            |
| 広島県   | 3区  | 宮沢喜一     | 亀井静香   | 福岡義登   | 佐藤守良   | 岡田正勝     |      |              |              |            |            |            |
| 山口県   | 1区  | 安倍晋太郎   | 林義郎     | 田中龍夫   | 枝村要作   |              | 2区  | 佐藤信二     | 吹田愰       | 高村正彦   | 山田耻目   | 部谷孝之   |
| 徳島県   | 全県 | 三木武夫     | 後藤田正晴 | 秋田大助   | 森下元晴   | 井上普方     |      |              |              |            |            |            |
| 香川県   | 1区  | 藤本孝雄     | 前川旦     | 木村武千代 |            |              | 2区  | 森田一       | 久保等       | 加藤常太郎 |            |            |
| 愛媛県   | 1区  | 塩崎潤       | 湯山勇     | 関谷勝嗣   |            |              | 2区  | 藤田高敏     | 森清         | 越智伊平   |            |            |
| 愛媛県   | 3区  | 田中恒利     | 毛利松平   | 今井勇     |            |              |      |              |              |            |            |            |
| 高知県   | 全県 | 大西正男     | 田村良平   | 井上泉     | 山原健二郎 | 平石磨作太郎 |      |              |              |            |            |            |
| 福岡県   | 1区  | 山崎拓       | 楢崎弥之助 | 太田誠一   | 田中昭二   | 辻英雄       | 2区  | 三原朝雄     | 麻生太郎     | 宮田早苗   | 大橋敏雄   | 小沢和秋   |
| 福岡県   | 3区  | 古賀誠       | 楢橋進     | 細谷治嘉   | 稲富稜人   | 山崎平八郎   | 4区  | 田中六助     | 中西績介     | 鍛冶清     | 三浦久     |            |
| 佐賀県   | 全県 | 保利耕輔     | 三池信     | 八木昇     | 愛野興一郎 | 山下徳夫     |      |              |              |            |            |            |
| 長崎県   | 1区  | 倉成正       | 中村重光   | 西岡武夫   | 小渕正義   | 久間章生     | 2区  | 石橋政嗣     | 中村弘海     | 白浜仁吉   | 金子岩三   |            |
| 熊本県   | 1区  | 野田毅       | 森中守義   | 藤田義光   | 北口博     | 松野頼三     | 2区  | 園田直       | 坂田道太     | 福島譲二   | 馬場昇     | 東家嘉幸   |
| 大分県   | 1区  | 村上勇       | 羽田野忠文 | 畑英次郎   | 木下敬之助 |              | 2区  | 佐藤文生     | 阿部未喜男   | 田原隆     |            |            |
| 宮崎県   | 1区  | 大原一三     | 米沢隆     | 江藤隆美   |            |              | 2区  | 堀之内久男   | 小山長規     | 瀬戸山三男 |            |            |
| 鹿児島県 | 1区  | 長野祐也     | 山崎武三郎 | 宮崎茂一   | 新盛辰雄   |              | 2区  | 小里貞利     | 有馬元治     | 村山喜一   |            |            |
| 鹿児島県 | 3区  | 二階堂進     | 山中貞則   | 橋口隆     |            |              | 奄美 | 保岡興治     |              |            |            |            |
| 沖縄県   | 全県 | 上原康助     | 玉城栄一   | 小渡三郎   | 国場幸昌   | 瀬長亀次郎   |      |              |              |            |            |            |

#### 補欠当選等
| 年                   | 月日 | 選挙区    | 新旧別     | 当選者     | 所属党派   | 欠員       | 所属党派   | 欠員事由       |
| -------------------- | ---- | --------- | ---------- | ---------- | ---------- | ---------- | ---------- | -------------- |
| 1980                 | -    | 埼玉3区   | （未実施） | （未実施） | （未実施） | 荒舩清十郎 | 自由民主党 | 1980.11.25死去 |
| 1981                 | -    | 茨城1区   | （未実施） | （未実施） | （未実施） | 久保三郎   | 日本社会党 | 1981.1.5死去   |
| 1981                 | -    | 神奈川4区 | （未実施） | （未実施） | （未実施） | 高橋高望   | 民社党     | 1981.1.30死去  |
| 1981                 | -    | 秋田1区   | （未実施） | （未実施） | （未実施） | 川口大助   | 日本社会党 | 1981.2.26死去  |
| 1982                 | -    | 愛知4区   | （未実施） | （未実施） | （未実施） | 渡辺武三   | 民社党     | 1982.4.23死去  |
| 1982                 | -    | 和歌山2区 | （未実施） | （未実施） | （未実施） | 早川崇     | 自由民主党 | 1982.12.7死去  |
| 1982                 | -    | 福島3区   | （未実施） | （未実施） | （未実施） | 菅波茂     | 自由民主党 | 1982.12.23死去 |
| 1983                 | 8.7  | 京都2区   | 新         | 谷垣禎一   | 自由民主党 | 前尾繁三郎 | 自由民主党 | 1981.7.23死去  |
| 1983                 | 8.7  | 京都2区   | 新         | 野中広務   | 自由民主党 | 谷垣専一   | 自由民主党 | 1983.6.27死去  |
| 1983                 | -    | 北海道5区 | （未実施） | （未実施） | （未実施） | 中川一郎   | 自由民主党 | 1983.1.9死去   |
| 1983                 | -    | 埼玉2区   | （未実施） | （未実施） | （未実施） | 松本幸男   | 日本社会党 | 1983.1.28死去  |
| 1983                 | -    | 神奈川5区 | （未実施） | （未実施） | （未実施） | 平林剛     | 日本社会党 | 1983.2.9死去   |
| 1983                 | -    | 北海道1区 | （未実施） | （未実施） | （未実施） | 横路孝弘   | 日本社会党 | 1983.3.11辞職  |
| 1983                 | -    | 三重1区   | （未実施） | （未実施） | （未実施） | 田口一男   | 日本社会党 | 1983.5.1死去   |
| 1983                 | -    | 山形1区   | （未実施） | （未実施） | （未実施） | 木村武雄   | 自由民主党 | 1983.11.26死去 |
| 出典：戦後の補欠選挙 |      |           |            |            |            |            |            |                |

### 初当選
35名
※：参議院議員経験者
自由民主党
18名
- 今枝敬雄
- 植竹繁雄
- 臼井日出男
- 太田誠一
- 奥田幹生

- 小渡三郎
- 川崎二郎
- 北村義和
- 久間章生
- 高村正彦

- 古賀誠
- 笹山登生
- 近岡理一郎
- 長野祐也
- 野上徹

- 浜田卓二郎
- 平沼赳夫
- 森田一[注釈 3]

日本社会党
7名
- 五十嵐広三
- 串原義直
- 小林恒人
- 城地豊司
- 戸田菊雄※

- 永井孝信
- 松本幸男

日本共産党
2名
- 小沢和秋
- 簑輪幸代

新自由クラブ
4名
- 石原健太郎
- 柿沢弘治※
- 木村守男
- 小杉隆

社会民主連合
1名
- 菅直人

無所属
3名
- 桜井新
- 泰道三八
- 柳沢伯夫

### 返り咲き・復帰
計44名
自由民主党
24名
- 青木正久
- 大原一三
- 川田正則
- 木部佳昭
- 木村武雄

- 島村宜伸
- 砂田重民
- 瀬戸山三男
- 戸井田三郎
- 登坂重次郎

- 友納武人
- 永田亮一
- 中西啓介
- 中山利生
- 鳩山邦夫

- 林大幹
- 原田憲
- 平泉渉
- 藤本孝雄
- 前尾繁三郎

- 前田正男
- 三池信
- 森清
- 与謝野馨

日本社会党
13名
- 阿部未喜男
- 池端清一
- 大島弘
- 川本敏美
- 佐藤敬治

- 鈴木強
- 田中恒利
- 栂野泰二
- 平林剛
- 福岡義登

- 松沢俊昭
- 水田稔
- 矢山有作

公明党
1名
- 吉浦忠治

新自由クラブ
4名
- 甘利正
- 伊藤公介
- 中馬弘毅
- 依田実

無所属
2名
- 中川秀直
- 松野頼三

### 引退・不出馬
計6名
自由民主党
5名
- 宇野亨
- 大平正芳[注釈 4]
- 服部安司
- 坊秀男
- 松沢雄蔵

日本社会党
1名
- 芳賀貢

### 落選
計74名
自由民主党
12名
- 稲葉修
- 井原岸高
- 大城真順
- 大坪健一郎
- 中島衛

- 西村英一
- 西田司
- 福家俊一
- 増岡博之
- 村上茂利

- 山口シヅエ[注釈 5]
- 渡部正郎

日本社会党
19名
- 石野久男
- 川崎寛治
- 神沢浄
- 木原実
- 河野正

- 児玉末男
- 斉藤正男
- 柴田健治
- 渋沢利久
- 新村源雄

- 多賀谷真稔
- 田畑政一郎
- 細谷昭雄
- 本郷公威
- 松浦利尚

- 三宅正一
- 村山富市
- 安田修三
- 山田芳治

公明党
25名
- 新井彬之
- 飯田忠雄
- 池田克也
- 近江巳記夫
- 小川新一郎

- 小浜新次
- 貝沼次郎
- 木内良明
- 権藤恒夫
- 坂口力

- 瀬野栄次郎
- 高橋繁
- 谷口是巨
- 中川嘉美
- 長谷雄幸久

- 林孝矩
- 伏屋修治
- 二見伸明
- 古川雅司
- 松本忠助

- 宮地正介
- 森田景一
- 山田英介
- 吉井光照
- 和田一郎

日本共産党
12名
- 井上敦
- 梅田勝
- 神崎敏雄
- 木下元二
- 工藤晃

- 柴田睦夫
- 庄司幸助
- 多田光雄
- 津川武一
- 中川利三郎

- 中林佳子
- 則武真一

民社党
3名
- 河村勝
- 小平忠
- 永江一仁

無所属
3名
- 田中美智子
- 橋本登美三郎
- 安田純治

### 記録的当選・落選者
- 最年少当選者　　：船田元（自民・栃木1区） 26歳7ヶ月
- 最高齢当選者　　：灘尾弘吉（自民・広島1区） 80歳6ヶ月
- 最多得票当選者　：友納武人（自民・千葉4区） 217,490票
- 最少得票当選者　：加藤常太郎（自民・香川2区） 35,435票
- 最多得票落選者　：小浜新次（公明・神奈川3区） 128,067票
- 最多当選　　　　：三木武夫（自民・徳島全県区）17回（連続）

## 選挙後

### 国会
第92回国会（特別会）
会期：1980年7月17日 - 7月26日
- 衆議院議長選挙（1980年7月17日　投票者数：507 過半数：254）

福田一　（自民党）　：505票
無効　　　　　　　：002票
- 衆議院副議長選挙（1980年7月17日　投票者数：508 過半数：255）

岡田春夫（社会党）　：505票
岡田利春（社会党）　：001票
無効　　　　　　 　：002票
- 内閣総理大臣指名選挙（1980年7月17日）

衆議院議決（投票者数：509　過半数：255）
鈴木善幸　（自民党）　：291票
飛鳥田一雄（社会党）　：106票
竹入義勝　（公明党）　：034票
佐々木良作（民社党）　：033票
宮本顕治　（共産党）　：029票
田川誠一　（新自由ク）：012票
田英夫　　（社民連）　：003票
無効　　　　　　　　　：001票
第97回国会（臨時会）
会期：1982年11月26日 - 12月25日
- 内閣総理大臣指名選挙（1982年11月26日）

衆議院議決（投票者数：497　過半数：249）
中曽根康弘（自民党）　：287票
飛鳥田一雄（社会党）　：102票
竹入義勝　（公明党）　：034票
佐々木良作（民社党）　：031票
宮本顕治　（共産党）　：029票
田川誠一　（新自由ク）：013票
無効　　　　　　　　　：001票